# Diana i Akteon (obraz Lucasa Cranacha starszego)
Diana i Akteon – obraz olejny autorstwa niemieckiego malarza renesansowego Lucasa Cranacha starszego.
Temat obrazu został zaczerpnięty z dzieła Metamorfozy Owidiusza. Historia opowiada o Akteonie, który zaskakuje boginię Dianę i jej towarzyszki podczas kąpieli. Czyn ten rozgniewał boginię łowów, która zamieniła Akteona w jelenia, którego później rozszarpały jego własne psy.

## Opis obrazu
Cranach przedstawił wątek w klasyczny sposób, choć w jednej scenie ujął trzy następujące po sobie wątki. Przedstawia moment, w którym naga Diana zauważywszy myśliwego Akteona, ochlapuje go wodą i jednocześnie wypowiada swoją groźbę. Akteon zaczyna przeistaczać się w jelenia. Metamorfoza dokonuje się już do połowy. Towarzyszące mu pierwotnie psy rzucają się na niego, co w rezultacie będzie przyczyną jego śmierci. Większość miejsca na obrazie zajmuje jezioro z nagimi postaciami kobiet ukazanymi w różnych pozach i z różnej perspektywy. Wydaje się, że wątek Diany i Akteona jest tu jedynie pretekstem umożliwiającym dokonania studium nad nagimi ciałami kobiet.
Na drugim planie widoczna jest scenka polowania. Jelenie uciekają przed psami gończymi, a za nimi na białym koniu galopuje myśliwy z rogiem. Na horyzoncie widoczne jest miasto na wzgórzu.